# Save the Children
Save the Children (en català, salveu els nens) és una organització no governamental (ONG) fundada l'any 1919, la missió de la qual és la defensa i la promoció dels drets de la infància.
Fou fundada a la ciutat de Londres el 1919, per Eglantyne Jebb i la seva germana Dorothy Buxton, com una organització amb la qual pretenien recaptar diners per poder-los dedicar a les conseqüències que la Primera Guerra Mundial havia causat sobre els nens i nenes.
Va ser la primera ONG independent dedicada a la infància. Actualment està present en més de 130 països, i forma l'Aliança Internacional Save the Children. Treballa, en el marc de la Convenció sobre els Drets del Nen —adoptada per les Nacions Unides—, en les àrees que afecten: educació, salut, nutrició, treball infantil, prevenció de l'abús sexual, reunificació de famílies després de catàstrofes i guerres, etc.
El 1994 fou guardonada —al costat de les ONG Mensajeros de la Paz i Movimento Nacional de Meninos e Meninas de Rua— amb el Premi Príncep d'Astúries de la Concòrdia.